# Gas d'electrons bidimensionals

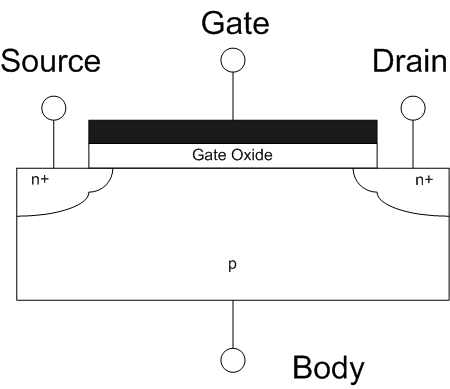
En els MOSFET, el 2DEG només està present quan el transistor està en mode d'inversió i es troba directament sota l'òxid de la porta.

Diagrama de bandes d'un HEMT bàsic. La vora de la banda de conducció E_{C} i el nivell de Fermi E_{F} determinen la densitat d'electrons a 2 DEG. Els nivells quantificats es formen al pou triangular (regió groga) i òptimament només un d'ells es troba per sota de E_{F}.

Un gas d'electrons bidimensionals (amb acrònim anglès 2DEG) és un model científic de la física de l'estat sòlid. És un gas d'electrons que és lliure de moure's en dues dimensions, però estretament confinat a la tercera. Aquest confinament estret condueix a nivells d'energia quantificats per al moviment en la tercera direcció, que després es poden ignorar per a la majoria dels problemes. Així, els electrons semblen ser un full 2D incrustat en un món 3D. La construcció anàloga de forats s'anomena gas de forat bidimensional (2DHG), i aquests sistemes tenen moltes propietats útils i interessants.
La majoria dels 2DEG es troben en estructures semblants a transistors fetes de semiconductors. El 2DEG que es troba més habitualment és la capa d'electrons que es troba als MOSFET (transistors d'efecte de camp d'òxid metàl·lic-semiconductor). Quan el transistor està en mode d'inversió, els electrons sota l'òxid de la porta queden confinats a la interfície semiconductor-òxid i, per tant, ocupen nivells d'energia ben definits. Per a pous de potencial prou prims i temperatures no gaire altes, només s'ocupa el nivell més baix (vegeu el títol de la figura), de manera que es pot ignorar el moviment dels electrons perpendiculars a la interfície. Tanmateix, l'electró és lliure de moure's paral·lel a la interfície, i també és quasi bidimensional.

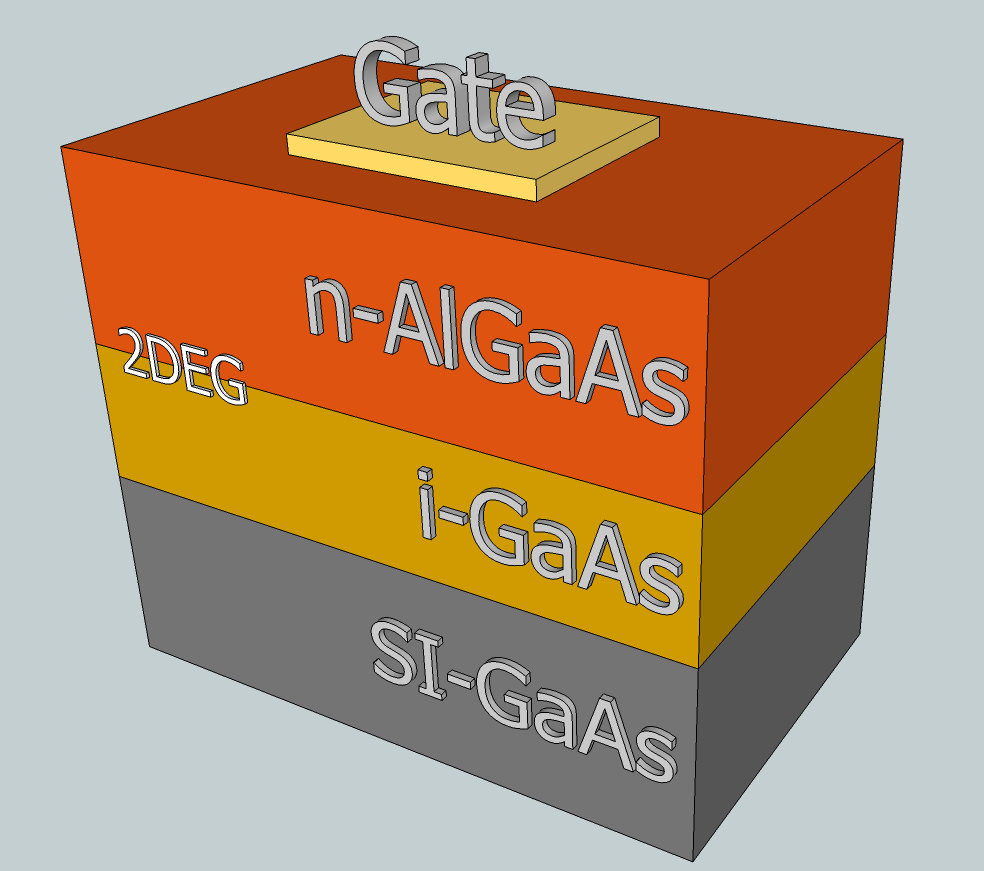
Heteroestructura corresponent al diagrama de bandes anterior.

Altres mètodes per dissenyar 2DEG són els transistors d'alta mobilitat d'electrons (HEMT) i els pous quàntics rectangulars. Els HEMT són transistors d'efecte de camp que utilitzen l'heterounió entre dos materials semiconductors per limitar els electrons a un pou quàntic triangular. Els electrons confinats a l'heterounió dels HEMT presenten mobilitats més altes que els dels MOSFET, ja que l'anterior dispositiu utilitza un canal no dopat intencionadament, mitigant així l'efecte nociu de la dispersió d'impureses ionitzades. Es poden utilitzar dues interfícies d'heterounió molt espaiades per limitar els electrons a un pou quàntic rectangular. L'elecció acurada dels materials i les composicions d'aliatge permeten el control de les densitats del portador dins del 2DEG.
Una classe separada d'heteroestructures que poden albergar 2DEG són els òxids. Tot i que ambdós costats de l'heteroestructura són aïllants, el 2DEG a la interfície pot sorgir fins i tot sense dopatge (que és l'enfocament habitual en semiconductors). Un exemple típic és una heteroestructura ZnO/ZnMgO. Es poden trobar més exemples en una revisió recent incloent un descobriment notable de 2004, un 2DEG a la interfície LaAlO₃/SrTiO₃ que esdevé superconductor a baixes temperatures. L'origen d'aquest 2DEG encara es desconeix, però pot ser similar al dopatge de modulació en semiconductors, amb les vacants d'oxigen induïdes pel camp elèctric que actuen com a dopants.